# 不記名投票
不記名投票，又稱無記名投票、匿名投票、祕密投票、暗票，是一種在選舉中的投票形式，相反為記名投票。投票者於投票時，選票不用寫下自己的名字及身份識別，避免非自願讓人知道自己的投票意向。由於這種投票方法不能追查投票者的投票意向，可確保投票者所投的票出於個人意願、而非受人指使或強迫，所以是一個世界普遍公認的選舉方法。

## 問題
因為一些技術性因素，許多看似秘密投票的投票方法，事實上是有漏洞破解秘密投票的。
- 選民過少：台灣政治人物劉一德則指出，台灣各選舉每個投開票所選民人數過少，讓地方勢力容易估計當地選民的投票傾向，其精確度相當高，會破壞秘密投票原則，方便威脅利誘選民，應該在選舉後將票箱集中至少數地點，把票箱內選票全部混在一起後再開票，以增加選民投票行為的隱密性，讓買票者無法驗收成果。
- 實行方法漏洞：中華民國的公民投票法法律條文及實行方法有嚴重的漏洞，讓選民無法秘密投票[1]，買票者很容易監控是否有投公投票，在一些選區，選務人員甚至會剝奪選民投票權；解決方案是讓公投與全國性大選一起舉辦，並讓公投及選舉的選民資格相同（也就是說沒有只有資格在其中一種投票的人），而且兩種選票要印成同一張。
- 有效票認定問題：台灣選民投票時必須把官方提供的卜字印章印在選票圈選區上，但是有些選民會印在其他地方（例如候選人的照片或名字上）。買票者可以透過「指定蓋章區域」、配合上台灣各投開票所選民人數過少的現象，可以輕易判定特定投票人的投票行為。台灣曾經將這些非正規選票認定為廢票，增加買票難度[2]；但這樣會剝奪部分選民的投票權（這類選票並非全為買票或威脅造成的）；改用投票機投票及將選票集中少數地點開票，是釜底抽薪之道。
- 威脅利誘投票行為的問題：為了維持秘密投票，最好是連「該選民是否投票」的秘密都予以保障；例如台灣有在選舉前收購身份證的行為[3]，這可以降低對手優勢區的投票率。但要保障此秘密，技術上相當困難。
- 字跡問題：如果要求選民在選票上寫上所支持候選人姓名，則會變成變相記名投票，因為認出選民字跡十分容易。
- 通訊投票問題：部分國家允許通信投票，但通訊投票漏洞很多，多數國家的郵遞系統並沒有足夠的可靠性及保密性；台灣蘋果日報社論曾表示，允許中國大陆寄出的選票，等於幫助中共操弄台灣選舉[4]。
- 溯源選票：在英國，爲了防止选举舞弊，不記名投票的選票和它的票根有同一獨特號碼，而每一選民也有他的號碼。當選民在選舉站拿到選票時，選民的號碼會记录在選票的票根[5]。存根雖然是在開票前密封，如果有人可以获得存根和選民號碼的数据，他便可以知道當地選民的投票意向。美國也有类似防止选举舞弊的系统，而當地法官裁定這做法不违反宪法。[6]

## 更適合記名投票的情況
民意代表在議會內投票最好採取記名投票，這代表民意代表必須向自己的選民負責，不能偷偷投票給自己的選民反對的對象及政策。

## 註解
1. ↑  .   [2010-03-08]. （原始内容存档于2013-06-28）.
2. ↑  行政院新聞局新聞稿：游院長祝賀北高市長、市議員當選人　強調全力偵辦賄選急暴力案件 Archive.today的存檔，存档日期2012-07-10
3. ↑  .   [2010-03-09]. （原始内容存档于2009-09-14）.
4. ↑  蘋論：邀請暴動 （页面存档备份，存于），台灣蘋果日報，2010年2月5日
5. ↑  Factsheet: Ballot secrecyPDF（48 KiB） (2006), Electoral Commission of the United Kingdom
6. ↑  . 2012-09-21  [2016-10-17]. （原始内容存档于2016-03-04）.